# Trophée des Raseteurs
Le trophée des Raseteurs, organisé par le trophée taurin, récompense le raseteur de la catégorie 2 de la saison taurine de course camarguaise. Le trophée est créé en 1952 par Georges Thiel, Marius Gardiol et Paul Laurent,
,.